# Esna Boyd

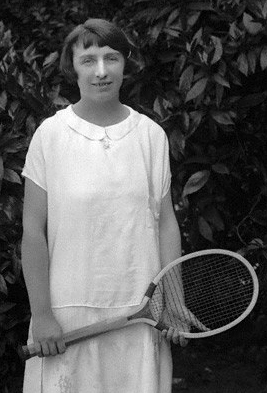
Esna Boyd, tenista australiana, fotografía por Bassano, 1925

Esna Boyd (21 de septiembre de 1899 - 1966) fue una jugadora de tenis profesional australiana, que alcanzó la final del Abierto de Australia durante siete años consecutivos, desde 1922 hasta 1928, ganando el título en 1927. Boyd derrotó a Sylvia Lance Harper para obtener su único título en individuales. 
Su primera final del Abierto de Australia fue contra Margaret Molesworth, pero fue derrotada por 6-3 y 10-8, en el año 1922.
- Datos: Q267064